# Geopark

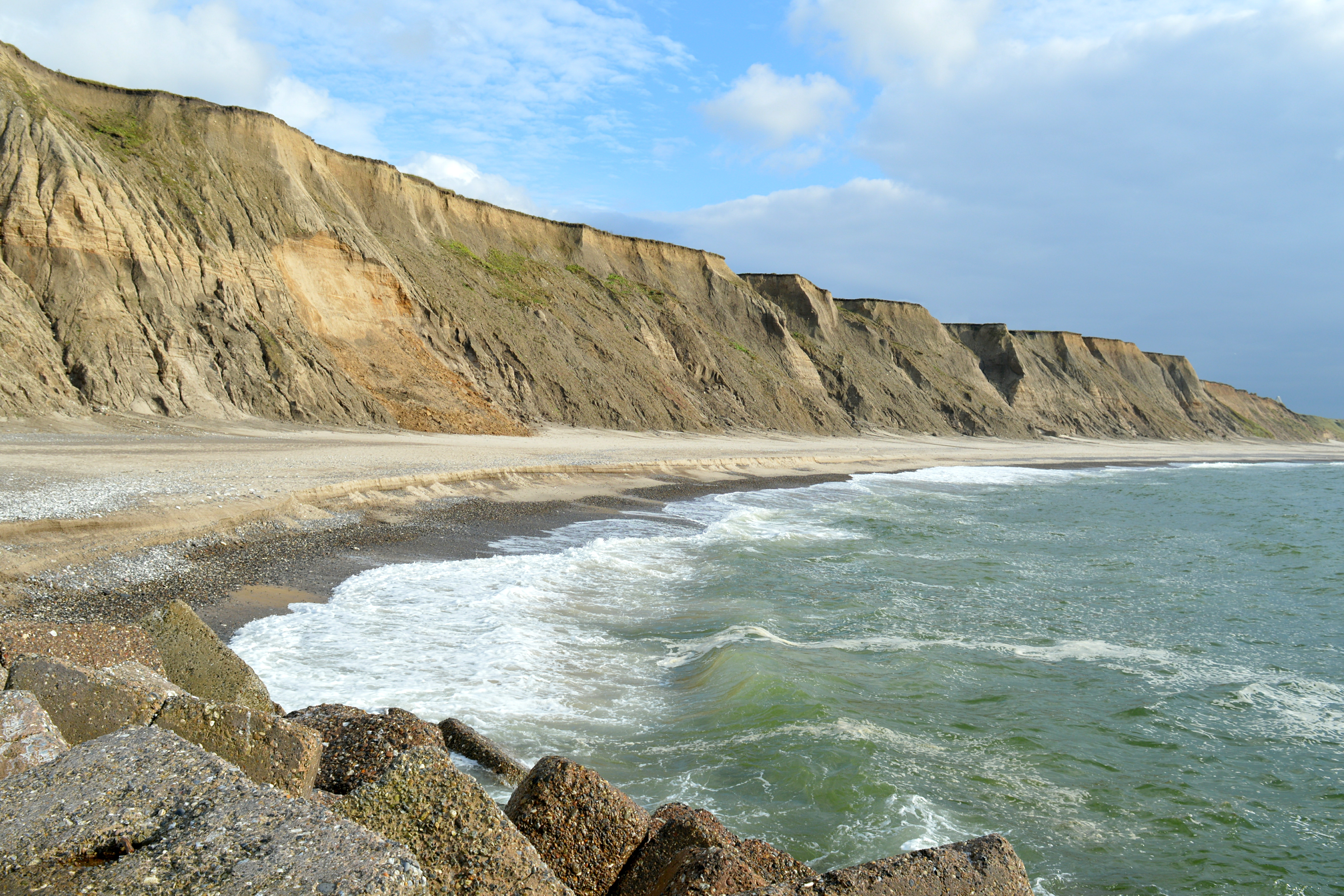
Bovbjerg klint, en plats av geologiskt intresse i Geopark Vestjylland

Geopark är ett naturområde genom vilket besökare ska få kunskap om geologi och geologiska besöksmål genom att berätta om sambandet mellan geologi, biologi, människor och kulturhistoria. Detta sker framför allt genom utvecklad turism och besöksnäring i området och genom att arbeta med aktiviteter mot barn och unga.
År 2004 bildades det internationella nätverket Global Geopark Network och sedan 2015 är Geopark en del av Unescos utmärkelser under beteckningen Unesco Global Geopark. År 2004 godkändes den första gruppen av 22 geoparker i Europa och i Kina, bland andra Natur- und Geopark Vulkaneifel i Tyskland och Copper Coast Geopark i Irland.
Unescos definition på geopark är:
| ” | UNESCO:s globala geoparker är enstaka, enhetliga geografiska områden där platser och landskap av internationell geologisk betydelse sköts genom ett holistiskt perspektiv på skydd, utbildning och hållbar utveckling. | „ |

För att bli upptagen på Unescos lista över geoparker behöver platsen uppfylla ett antal kriterier och godkännas av Unesco Global Geoparks Secretariat.
Sedan starten har 169 platser i 44 länder blivit upptagna på listan över Unesco Global Geoparks. De tidigaste upptagna i länder i Norden är Gea Norvegica Geopark i Norge 2006, Magma Geopark i Norge 2010, Rokua nationalpark i Finland 2010, Katla geopark i Island 2012 och Geopark Odsherred i Danmark 2014.

## Geoparker i Sverige
Sedan 2022 finns en Unesco Global Geopark i Sverige, nämligen Platåbergens geopark i Västergötland.
Sveriges geologiska undersökning (SGU) har därutöver inrättat institutionen "Svensk geopark" efter liknande kriterier och upplägg som Unesco Global Geopark, med den skillnaden att en nationell geopark inte behöver innefatta geologiska inslag av internationell betydelse. En Svensk Geopark godkänns av SGU efter ett en ansökning på ett liknande sätt som Unesco-förfarandet.
I Sverige finns två nationella geoparker: Siljan geopark (2019) och Geopark Indalsälven (2022). År 2018 inleddes ett projekt för att inrätta Geopark Skåne.